# Västerklobben, Helsingfors
Västerklobben (finska: Länsiloppi) är en ö i Finland.   Den ligger i kommunen Helsingfors i den ekonomiska regionen  Helsingfors  och landskapet Nyland, i den södra delen av landet, 14 km sydost om huvudstaden Helsingfors.
Terrängen på Västerklobben är varierad.